# هانس کنراد لایپلت
هانس کنراد لایپلت (انگلیسی: Hans Conrad Leipelt; ۲۱ ژوئیهٔ ۱۹۲۱ – ۲۹ ژانویهٔ ۱۹۴۵) عضو گروه رز سفید مقاومت آلمان علیه نازی‌ها بود.